# Advent in den Höfen

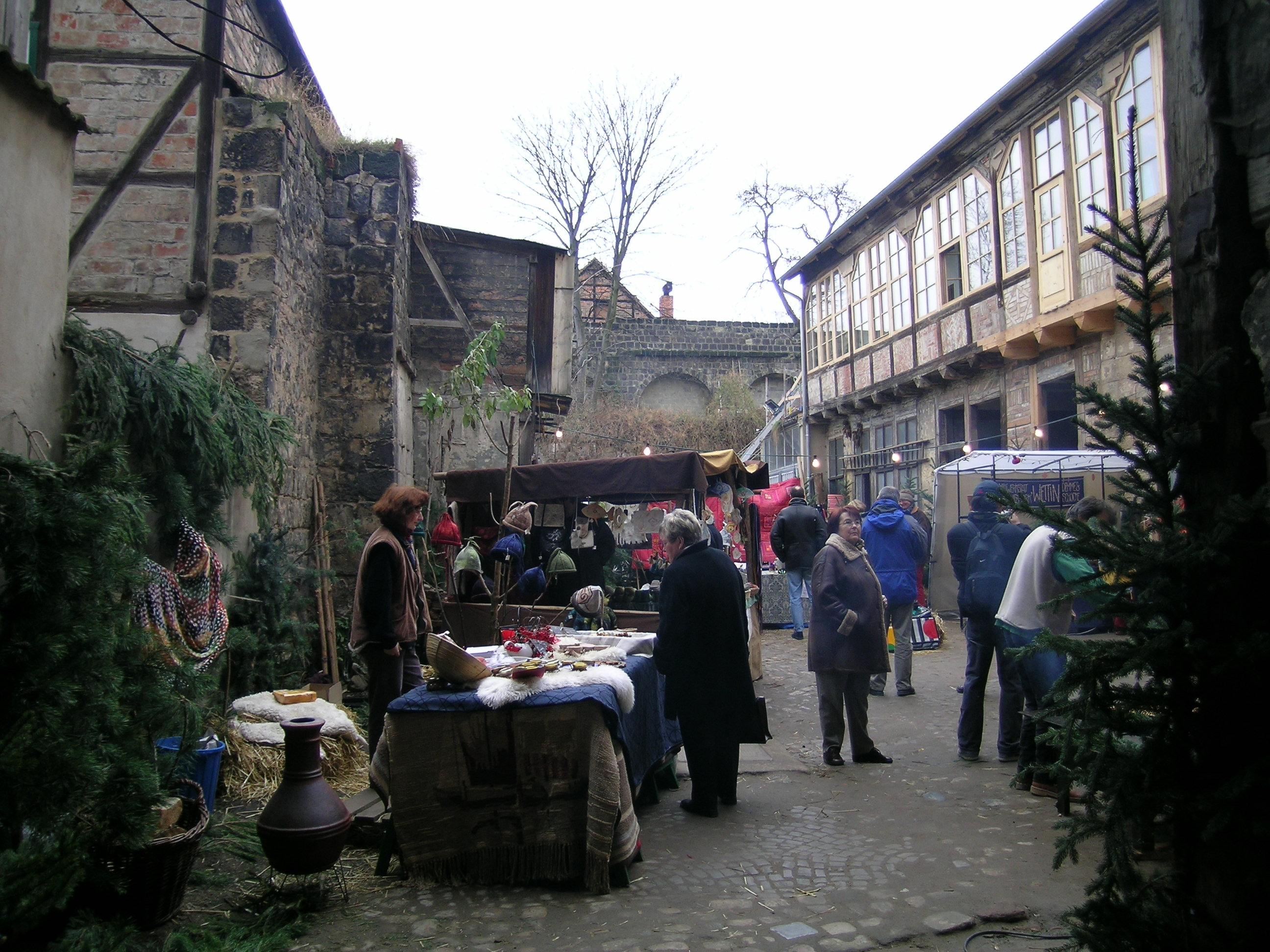
In der Hohen Straße

Der Advent in den Höfen ist ein touristischer Weihnachtsmarkt in der Stadt Quedlinburg. Er wurde 1997 als private Initiative ins Leben gerufen. Jeweils an den ersten drei Adventswochenenden (vor 2012 nur am 2. und 3. Adventswochenende) werden 20 bis 25 (im Jahr 2023: 19) mittelalterlich/frühneuzeitliche, von Fachwerk gerahmte, Höfe für die Gäste geöffnet. Jeder Hof steht unter einem anderen thematischen Schwerpunkt und ist individuell gestaltet. Die meisten dieser Höfe sind sonst nur zum Tag des offenen Denkmals geöffnet.

## Besucherzahlen
Zu den Wochenenden der Veranstaltung im Jahr 2006 kamen an jedem Wochenende über 50.000 Besucher in die Stadt. Zum Vergleich: Beim „Begrüßungs- und Dankesfest“ der Stadt Quedlinburg im Januar 1990 war einmalig eine vergleichbare, aber damals völlig außergewöhnliche Menschenmenge vor Ort. Im Dezember 2007 waren an zwei Wochenenden jeweils 75.000 Besucher vor Ort; nicht zuletzt, weil Chorleiter Gotthilf Fischer anwesend war. Insgesamt waren im Dezember 2008 etwa 300.000 Besucher vor Ort. Im Dezember 2017 waren es an den sechs Tagen etwa 100.000 Gäste.

Quedlinburger Advent in den Höfen
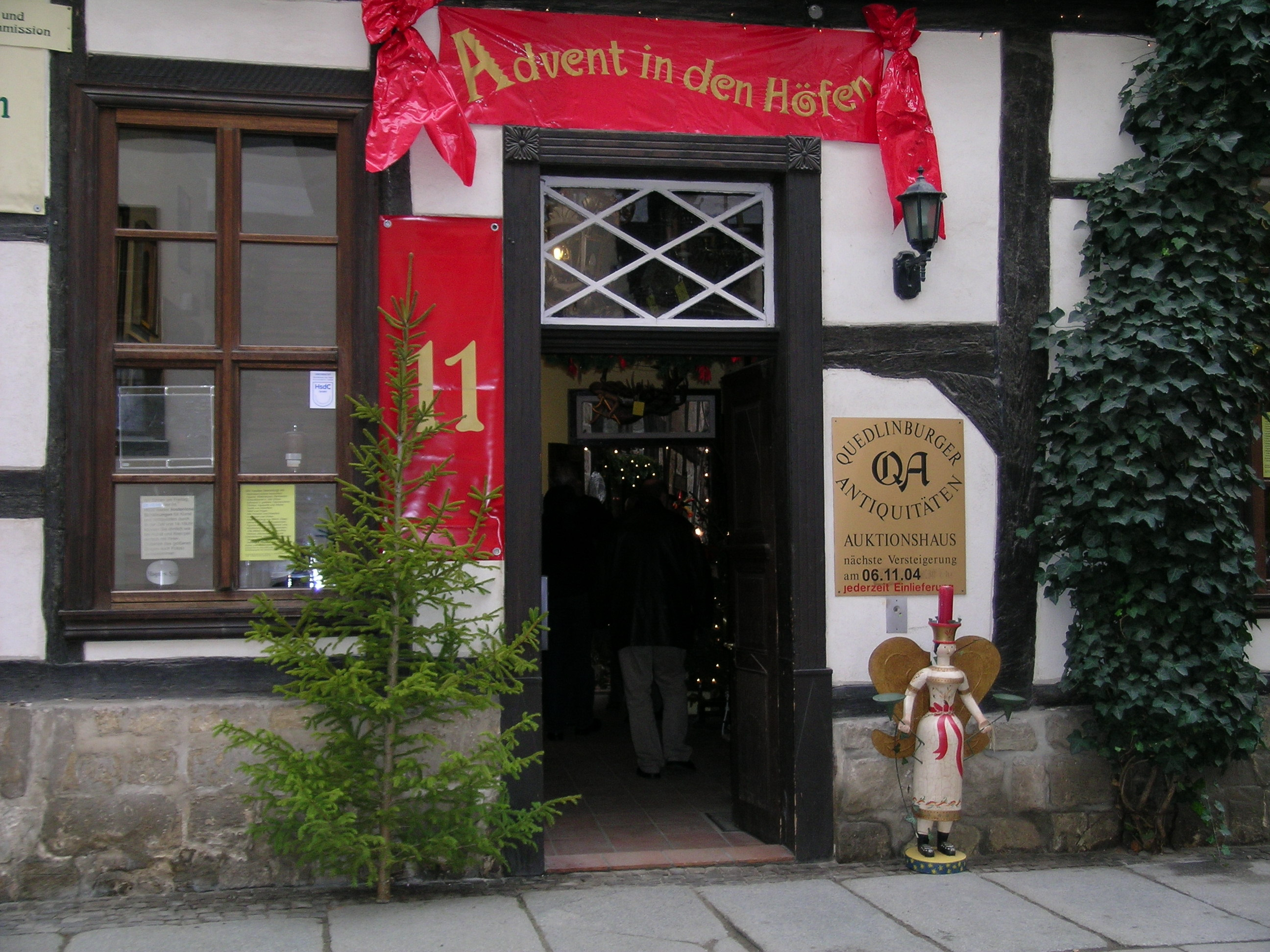
Eingangsbanner mit Hofnummer
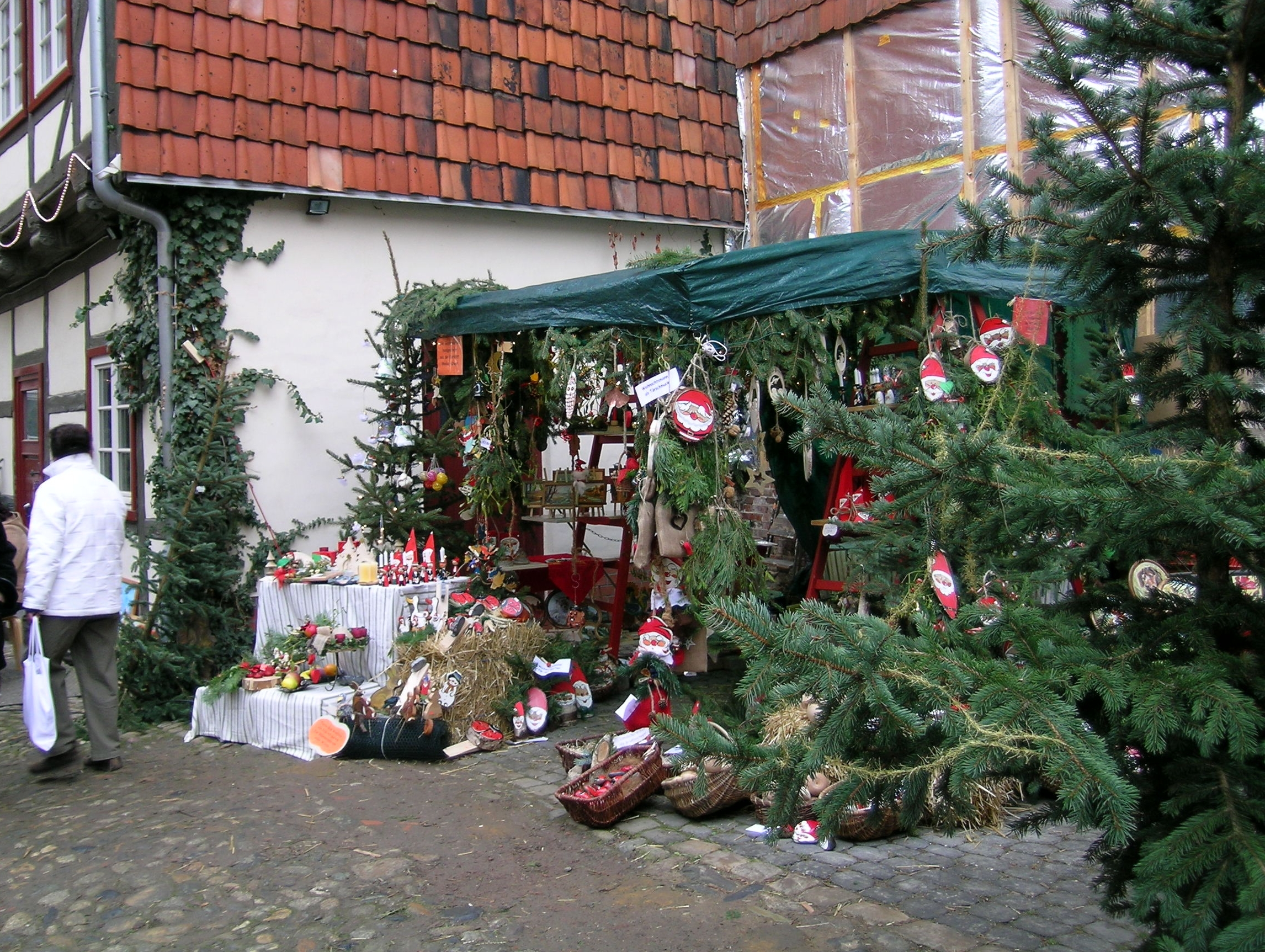
Innenhof
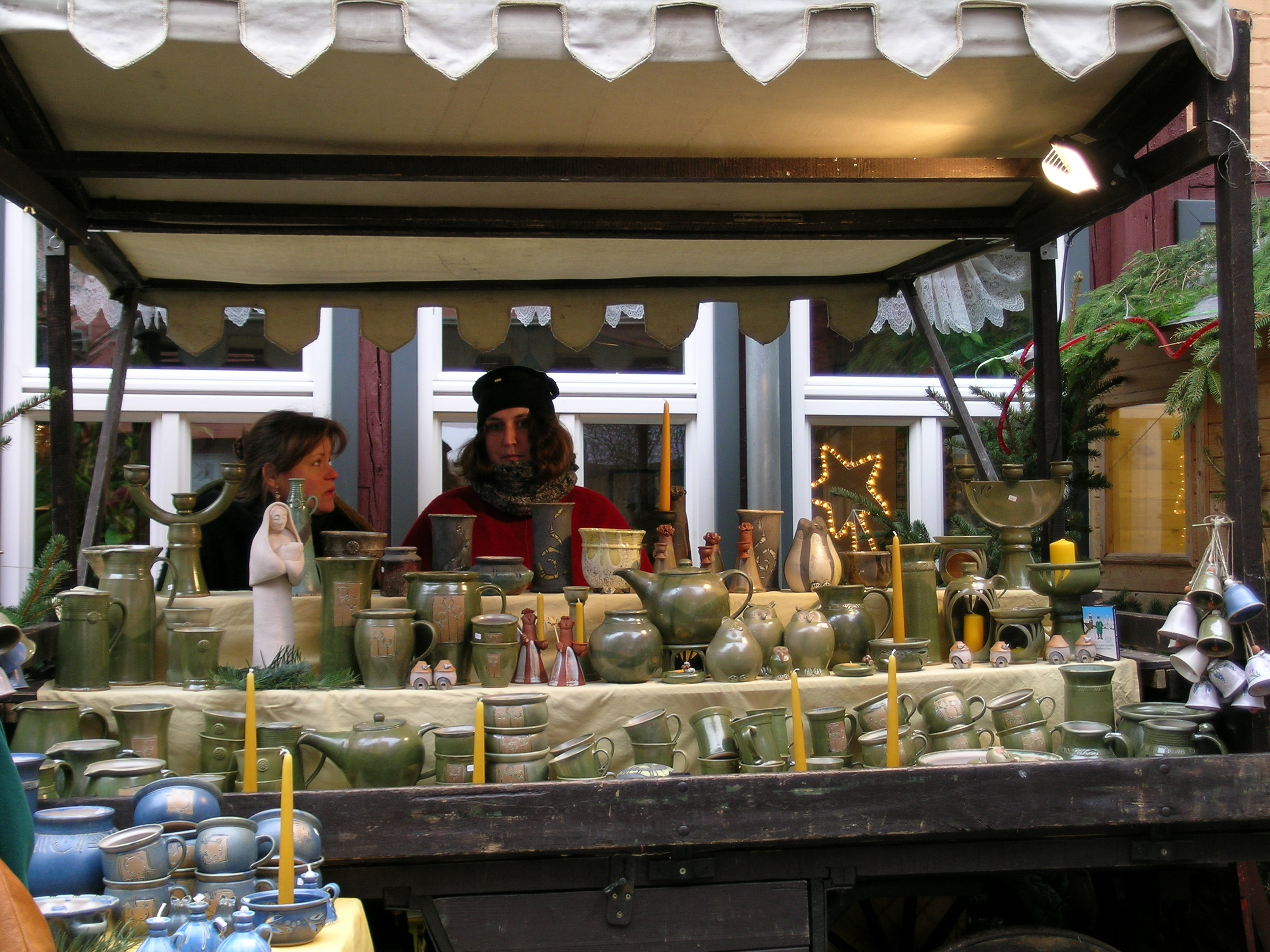
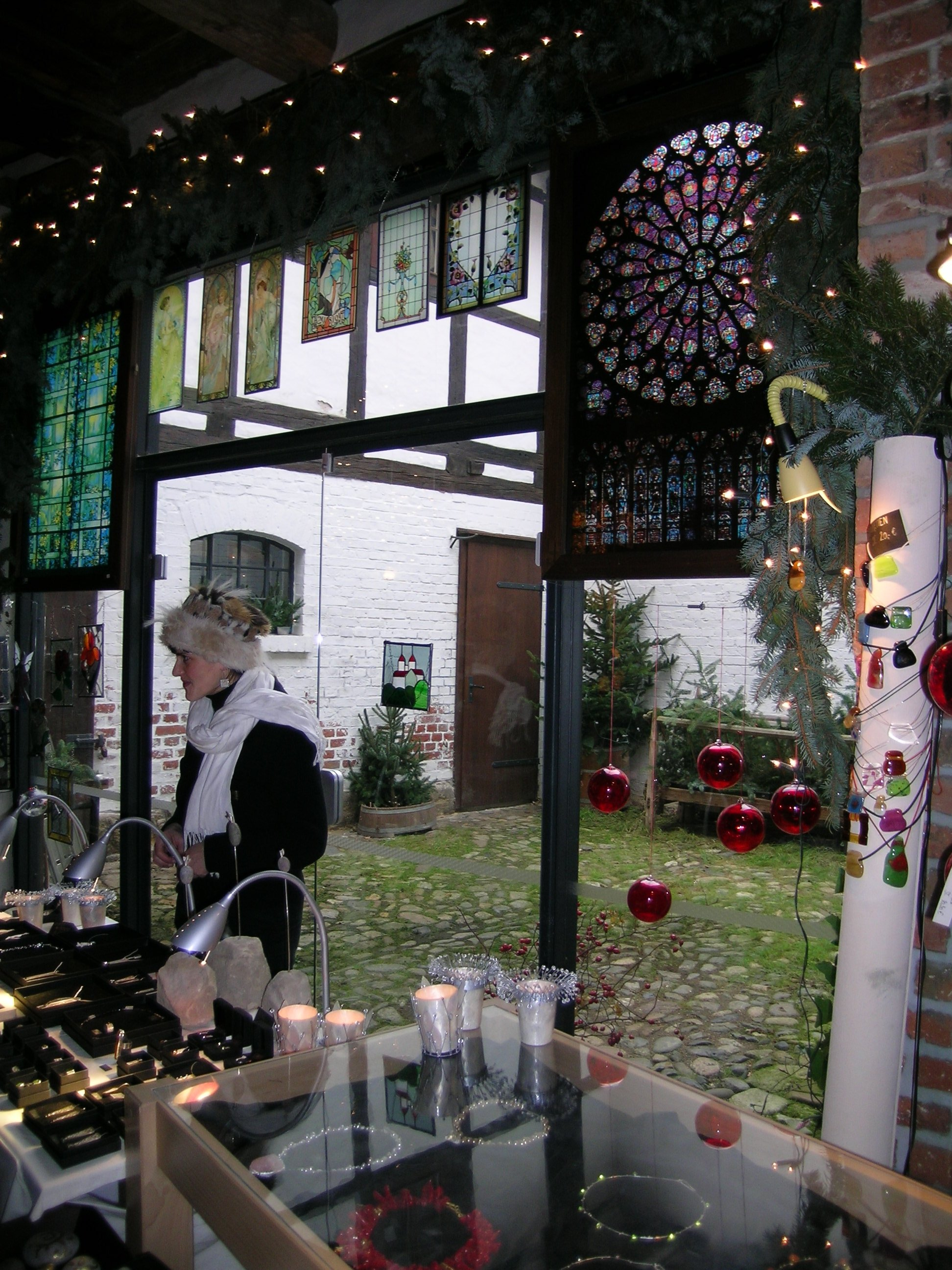
Glaskunst (Hof in der Straße Kornmarkt)
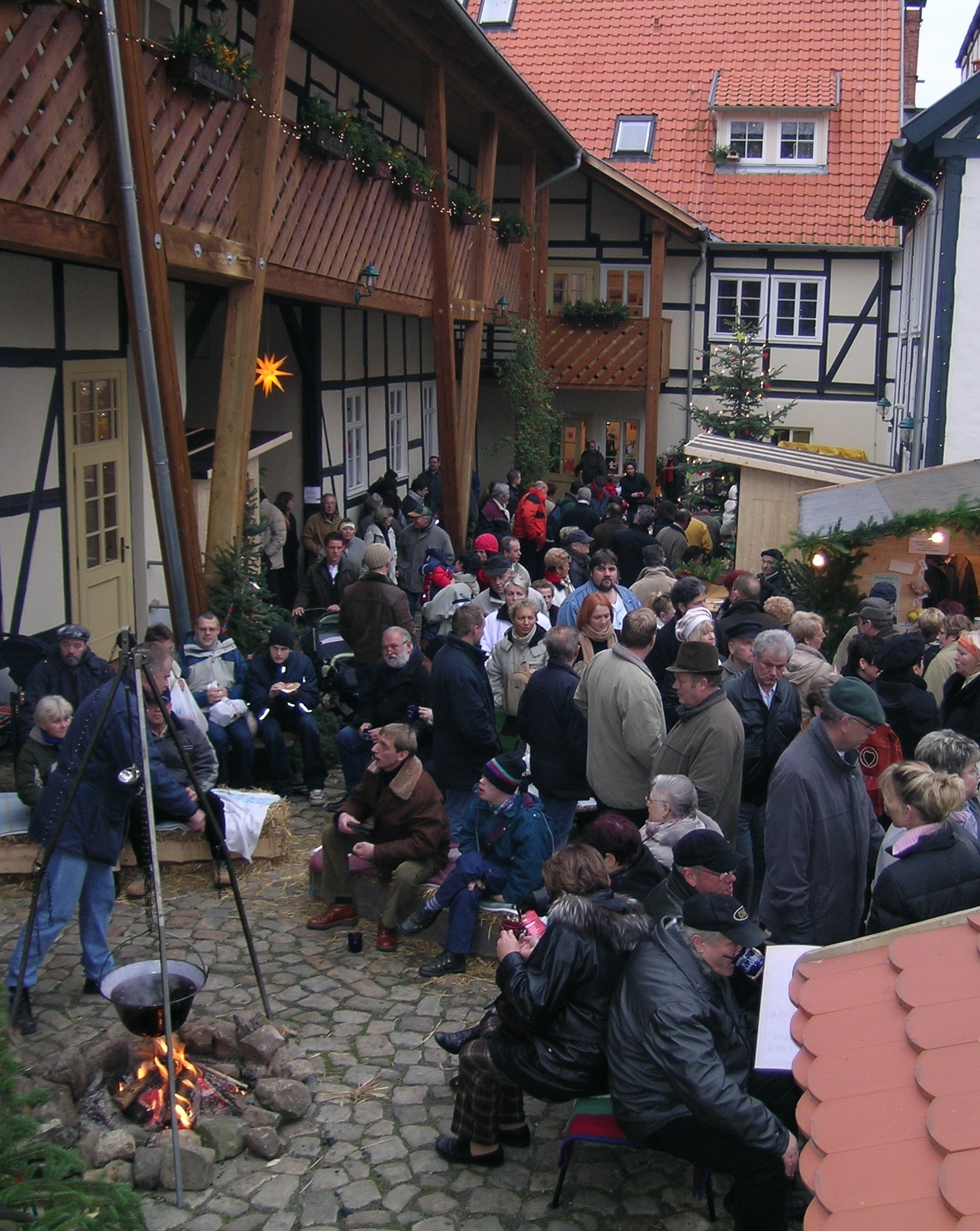
Hof der ev. Stiftung Neinstedt

## Sonstige Attraktionen in der Adventszeit
Neben den Angeboten der Höfe im Advent gibt es einen großen traditionellen Weihnachtsmarkt auf dem Markt sowie einen kleinen Markt beim Mathildenbrunnen. Rings um den Schlossberg ist der Größte Adventskalender Deutschlands platziert. Außerdem wird ein literarischer Adventskalender angeboten.